# Мутун (Минас-Жерайс)
Мутун (порт. Mutum) — муниципалитет в Бразилии, входит в штат Минас-Жерайс. Составная часть мезорегиона Вали-ду-Риу-Доси. Входит в экономико-статистический микрорегион Айморес. Население составляет 26 437 человек на 2006 год. Занимает площадь 1255,800 км². Плотность населения — 21,1 чел./км².

## История
Город основан 17 июня 1912 года. 

## Статистика
- Валовой внутренний продукт на 2003 год составляет 81 900 676,00 реалов (данные: Бразильский институт географии и статистики).
- Валовой внутренний продукт на душу населения на 2003 год составляет 3084,19 реалов (данные: Бразильский институт географии и статистики).
- Индекс развития человеческого потенциала на 2000 год составляет 0,712 (данные: Программа развития ООН).